# جوستو پلانرا
جوستو پلانرا (ایتالیایی: Giusto Pellanera؛ زادهٔ ۱۲ مارس ۱۹۳۸) بازیکن بسکتبال اهل ایتالیا بود.
وی در مسابقات کشوری و بین‌المللی در مجموع برندهٔ ۱ مدال طلا شده‌است.